# Golaj
Golaj – wieś położona w północnej części Albanii w gminie Golaj. Wieś znajduje się 112 kilometrów od stolicy państwa, Tirany.

## Demografia
Według spisu ludności z 2001 roku we wsi Golaj mieszkało 1498 mieszkańców.